# Billy Mann
William “Billy” H. Mann (Filadelfia, 20 de diciembre de 1968) es un compositor, productor discográfico, agente discográfico, manager creativo y editora musical estadounidense, fundador/CEO de la editorial musical independiente Green & Bloom/Topline, así como presidente Ejecutivo de la compañía Manncom.
Tras más de 20 años, Mann ha construido una carrera que comenzó como músico callejero y que ha evolucionado hasta convertirse en emprendedor como productor de artistas y ejecutivo de la industria musical. Durante este proceso, ha compuesto y producido canciones con una selección de artistas, incluyendo P!nk, John Legend, Celine Dion, Take That, Martina McBride, Backstreet Boys, Cher, David Guetta, Kelly Rowland, Jessica Simpson, Teddy Geiger, Ricky Martin, Anastacia, Art Garfunkel, Tiziano Ferro, Sting, Joss Stone, Robyn, Grover Washington, Jr., Hall & Oates, Seeed, Carole King, Deana Carter, Brenda K. Starr, Chaka Khan, Boyzone, Paula Abdul, Pablo Alborán, Cher Lloyd, Ricki-Lee Coulter, Paul Van Dyk y Hilary Duff.
Desde que compuso su primer éxito que se posicionó como Top 10 en Reino Unido para EMI en 1995 con “3 son Familia” interpretada por Dana Dawson, Mann ha cosechado numerosos éxitos Top 40 en todo el mundo (incluyendo varios Top 10 y números º1), con una suma total de más de 110 millones de álbumes vendidos.

## Primeros años
Nacido en Filadelfia, Pensilvania, Estados Unidos de América, como el más joven de tres hijos. Nacido de padres de clase media, Mann vivió con su madre en la capital de Filadelfia tras el divorcio de sus padres. Desde su pronta infancia, comenzó experimentando con la composición de canciones y aprendió por sí mismo cómo tocar la guitarra, el piano, el bajo, la harmónica, el barítono y la flauta. Cuando tenía 12 años, Mann había unido diferentes bandas junto a otros músicos locales, incluyendo algunos artistas actuales como Steven Wolf, Clayton Sears y Adam Dorn (conocido como Mocean Worker).
Mann estudió en el instituto de Filadelfia el programa de Arte (CAPA en el sistema americano) para Vocal de Música, junto a miembros de Boyz II Men, The Roots, Christian McBride y Joey DeFrancesco.

## Carrera

### Como artista
Graduado en la universidad a los 20 años, inmediatamente Mann comenzó con su carrera profesional como un músico itinerante. Tras paradas en Los Ángeles, San Francisco, Miami y Londres, Mann aterrizó en Nueva York, donde encontró una oportunidad con el productor Ric Wake, quien le reunió junto al compositor e intérprete Gregg Wattenberg, unión que terminó en un contrato de grabación. Wake entonces introdujo a Mann al director de la discográfica A&M Records, Al Cafaro; Mann finalmente firmó con Wake para la edición de DV8 Records, distribuida por A&M.
El acuerdo conduce a dos publicaciones como solista: Billy Mann en 1996 y Earthbound en 1998. Inspirado por la pérdida de su primera mujer Rema Hort Mann, por un cáncer estomacal nueve mes después de unirse en matrimonio, publicó Earthbound que fue coproducido por Mann y David Kershenbaum, y obtuvo la actuación de Carole King.
Tras al lanzamiento de Earthbound, Mann se mudó a Europe, donde trabajó como compositor, productor y productor ejecutivo de una serie de artistas y discográficas, estableciendo conexiones con una red de ejecutivos de la industria musical que le llevaron por un nuevo camino en su carrera.

### Como compositor
Como compositor nominado en los premios Grammy, Mann ha compuesto canciones alrededor del globo para múltiples artistas en diferentes formatos, lenguas y géneros musicales incluyendo pop, rock, dance, R&B, reggae, house y country. Además de publicar su propio catálogo musical, también participó con Sony/ATV, Warner/Chappell, Verse y BMG Chrysalis. Los compositores colaboradores de Mann incluían nombres como Carole King, Rudy Pérez, Burt Bacharach, Desmond Child, Graham Lyle y Walter Afanasieff, así como nuevos productores y compositores como Christian Medice, David Spencer y Cara Onofrio. Como destacable participación a largo plazo hay que destacar la colaboración con P!nk, nacida también en Filadelfia, que conoció a Mann en 2002 a través de su co-manager Craig Logan. Desde entonces han compuesto de forma conjunta canciones como “God Is A DJ,” “Stupid Girls,” “Dear Mr. President,” “Nobody Knows,” “I’m Not Dead,” “Crystal Ball,” “Glitter in the Air,” “Bridge of Light,” “The Truth About Love” y “Beam Me Up.” Han sido nominados en dos ocasiones a los premios Grammy, por “Stupid Girls” y “The Truth About Love.”

### Como productor musical
About.com nombró a Mann uno de los Top 10 Productores del año 2006. Además de los artistas nombrados anteriormente, Mann ha trabajado en otras producciones junto a artistas ganadores de premios Grammy cono Peter Asher, Walter Afanasieff, David Foster y James Stroud.

#### Producción y créditos como autor
- P!nk: Try This, I'm Not Dead, Funhouse, Greatest Hits … So Far, The Truth About Love
- Cher: Closer to the truth
- Celine Dion: Let’s Talk About Love
- Josh Groban: Closer (Website Exclusive version)
- Backstreet Boys: Never Gone, Unbreakable
- Michael Bolton: Only a Woman Like You
- Teddy Geiger: Step Ladder, Underage Thinking, Snow Blankets the Night
- Ricky Martin: Life
- Martina McBride: Emotions
- Robyn: My Truth
- Kelly Rowland: Simply Deep, Ms. Kelly
- Jonas Bros: It’s About Time
- Hall & Oates: Do It for Love
- Jessica Simpson: Irresistible, In This Skin
- Joss Stone: Introducing Joss Stone
- Take That: Beautiful World
- Paul van Dyk: Out There and Back
- Amanda Marshall: Everybody’s Got a Story
- Seeed: Seeed
- Frida Gold: Liebe Ist Meine Religion
- Natalie Imbruglia: Male

### Como emprendedor
En 2001, Mann fundó Stealth Entertainment en el distrito textil de Nueva york. La oficina y estudio que nació para él solo creció y se convirtió en un equipo de media docena de jóvenes ejecutivos que trabajaron para conseguir compositores, productores y mezcladores ganadores de múltiples premios y posiciones en los TOPs de las listas de éxitos musicales como Andy Zulla, Christopher Rojas, Teddy Geiger, Esmee Denters y Pete Wallace, quienes conocieron a Mann en los primeros pasos de sus respectivas carreras musicales.
Además de desarrollar talento, Stealth construyó alianzas de éxito con organizaciones como la revista Seventeen, Columbia Records, SonyBMG Special Projects, Target, Levi's y otras marcas como compañía y equipo. Stealth fue adquirida por EMI.
Como consultor, Mann trabajó junto a Zomba Group, Sony Music Entertainment, Sony Pictures Television, Warner-Chappell, Lockerz, BMG Chrysalis, y BMG International. Además participó como comentarista musical invitado en The Today Show.

### Como ejecutivo
En noviembre de 2007, Mann se unió a EMI Music como consejero creativo y miembro del consejo operativo. Muy pronto, fue nombrado Director Creativo; en 2008, fue nombrado Presidente de nueva música internacional y Presidente de la gestión de artistas globales, observando contenido en todos los continentes.
Durante esos años en la compañía, Mann llevó el mando del desarrollo de varios de los más exitosos artistas y alianzas internacionales del grupo EMI, incluyendo David Guetta, Pablo Alboran, Helene Fischer, Bebe, Juan Luis Guerra, Tiziano Ferro, Robyn, Panda, Paty Cantu, Belinda, Wind Up y Movic, entre muchos otros. Adicionalmente, ayudó a desarrollar iniciativas de artistas en diferentes países (incluyendo España, Alemania, Italia, y los Estados Unidos) con el objetivo de expandir el desarrollo de talento de EMI. A lo largo de su ejercicio en EMI, Mann también actuó como el Presidente no ejecutivo de Stealth Entertainment, donde se centró en los últimos días en la gestión de composición y producción.
Durante el período más turbulento de EMI, Mann trabajó bajo 4 diferentes CEOs en no más de tres años, y continuó bajo cada cambio de dirección. El último CEO de EMI, Roger Faxon anunció la salida de Mann de la compañía en una carta que reflejaba el impacto enorme de Mann durante su tiempo en la organización.
En enero de 2011, Mann fue nombrado Presidente Creativo BMG North America, controlando al equipo de creativos en Nueva York, Los Ángeles, y Nashville en la gestión de la alineación de las recientes compañías adquiridas, y dirigiendo esfuerzos para atraer, desarrollar y firmar nuevos contratos.

## Filantropía y familia

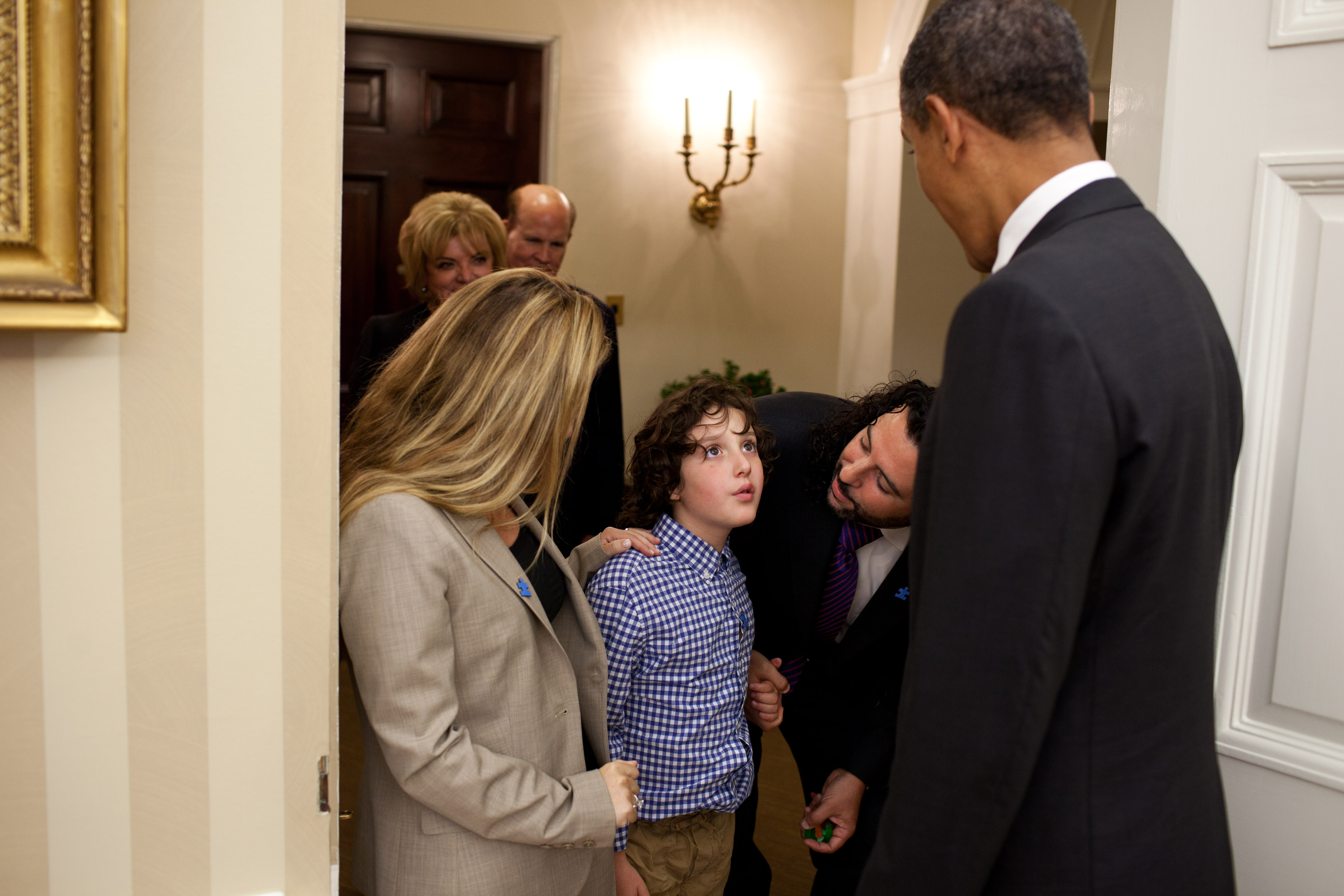
El presidente Barack Obama saluda a Jasper Mann y sus padres, Billy y Gena Mann, antes de firmar el Combating Autism Reauthorization Act de 2011 en el Despacho Oval.

Las actividades filantrópicas de Mann incluyen el desarrollo de The Hit Life, dedicado a la proposición que la buqueda de una vida de éxito es más importante que la búsqueda de un éxito musical. Durante su tiempo en EMI, para apoyar a los afectados de los terremotos de Haití y Chile, Mann ha organizado un evento para más de 50 artistas de EMI en una initiativa que se llamaba "Answer The Call".
Como padre de un hijo con autismo, Mann también forma parte del consejo de administración de Autism Speaks, es miembro de Comité del gobierno estadounidense y es cofundador de la fundación Rema Hora Mann. El y su mujer Gena son amigos y seguidores de Presidente Obama.
Mann vive con su mujer e hijos en Connecticut.